# Rick Nasheim
Richard „Rick“ Nasheim (* 15. Januar 1963 in Regina, Saskatchewan) ist ein ehemaliger österreichisch-kanadischer Eishockeyspieler, der seit 2004 als Eishockeytrainer arbeitet. Die meiste Zeit seiner Karriere spielte er in der österreichischen Eishockey-Liga für die VEU Feldkirch.

## Karriere
Nasheim begann seine Karriere in Kanada und spielte zusammen mit Dan Hodgson, Dave O’Brien und Geoff Courtnall bei den Cowichan Valley Capitals in einer Juniorenliga in British Columbia. Nach einigen Jahren in der Western Hockey League, wo er unter anderem Anfang der 1980er Jahre in seinem Geburtsort bei den Regina Pats spielte, kam er im Sommer 1986 nach Europa. Beim EHC Klostersee spielte er in der 2. Bundesliga.
Nach dem Abstieg wechselte er nach Österreich zur VEU Feldkirch. Nach sieben erfolgreichen Jahren zog es ihn nach Wien, doch schon nach einer Spielzeit kam er 1995 nach Feldkirch zurück und blieb dort für weitere fünf Jahre. Fünf Mal wurde er dort Österreichischer Meister. Am 14. März 1996 schaffte er das einmalige Kunststück, in einem einzigen Finalspiel gegen den KAC sechs Tore zu erzielen. Im Jahr 2000 wechselte er zum EHC Black Wings Linz, wo er in der Saison 2002/03 abermals den Meistertitel gewinnen konnte. Nach drei Saisonen in Linz spielte er in der Saison 2003/04 ein weiteres Jahr für Feldkirch und gab dann seinen Rücktritt bekannt.
Nasheim nahm die österreichische Staatsbürgerschaft an und spielte auch für die österreichische Eishockeynationalmannschaft. Er übernahm ab 2004 für die folgenden Saisonen die Position des Co-Trainers bei den Black Wings Linz. 2009/10 erreichte er mit dem Vizemeister-Titel seinen bisher größten Erfolg als Trainer, beendete danach sein Engagement bei den Black Wings Linz und wurde Co-Trainer beim ERC Ingolstadt. Bei den Deutschen war er bis 2012/13 als Co-Trainer im Amt, ehe er ab Dezember 2012 den bisherigen Cheftrainer Rich Chernomaz ablöste. Bereits zu Beginn der Spielzeit 2013/14 wurde Nasheim vom Schweden Niklas Sundblad, der noch in der gleichen Saison die Mannschaft zur Meisterschaft führte, als Cheftrainer abgelöst und gilt seitdem als vereinslos (Stand: 26. November 2014).
In der Saison 2015/16 war Nasheim Co-Trainer der Vienna Capitals. Anschließend verpflichtete ihn der Fernsehsender Sky Österreich für seine Eishockeyübertragungen als Experte.
Während der Saison 2016/17 arbeitete er als Spielerbeobachter für den Dornbirner EC, ehe er zur folgenden Saison zum Assistenztrainer befördert wurde.
Seit 2022 arbeitet er als Spielerbeobachter (Scout) für den EHC Linz.